# Shahrestān di Maravehtapeh
Lo shahrestān di Maravehtapeh (farsi شهرستان مراوه‌تپه) è uno dei 14 shahrestān della provincia del Golestan, in Iran. Il capoluogo è Maraveh. La provincia è suddivisa in 2 circoscrizioni (bakhsh): 
- Centrale (بخش مرکزی)
- Ghalidagh (بخش گلی‌داغ)